# Brad Farynuk
Brad Farynuk (* 22. Januar 1982 in Enderby, British Columbia) ist ein ehemaliger kanadischer Eishockeyspieler, der im Verlauf seiner aktiven Karriere zwischen 2002 und 2015 unter anderem 210 Spiele für die Tōhoku Free Blades in der Asia League Ice Hockey (ALIH) auf der Position des Verteidigers bestritten hat. Darüber hinaus absolvierte Farynuk, der mit den Tōhoku Free Blades dreimal den Meistertitel der ALIH gewann, annähernd 230 Partien in den nordamerikanischen Minor Leagues American Hockey League (AHL) und ECHL.

## Karriere
Brad Farynuk begann seine Karriere als Eishockeyspieler bei den Vernon Vipers, für die er von 2000 bis 2002 in der Juniorenliga British Columbia Hockey League (BCHL) aktiv war. Anschließend besuchte der Verteidiger vier Jahre lang das Rensselaer Polytechnic Institute, für dessen Eishockeymannschaft er in der National Collegiate Athletic Association (NCAA) spielte. In der Saison 2006/07 gab Farynuk sein Debüt im professionellen Eishockey, als er parallel für die Syracuse Crunch in der American Hockey League (AHL) sowie die Dayton Bombers in der ECHL zum Einsatz kam. Mit Dayton scheiterte er erst im Playoff-Finale um den Kelly Cup an den Idaho Steelheads. In den folgenden beiden Jahren stand der Rechtsschütze erneut parallel in AHL und ECHL auf dem Eis. In der AHL lief er für die Springfield Falcons und Quad City Flames und in der ECHL für die Stockton Thunder und South Carolina Stingrays auf. Mit den Stingrays setzte er sich in der Saison 2008/09 im Kelly-Cup-Finale gegen die Alaska Aces durch und gewann erstmals in seiner Laufbahn die Meisterschaft der ECHL.
Für die Saison 2009/10 unterschrieb Farynuk einen Vertrag bei den neu gegründeten Tōhoku Free Blades aus der Asia League Ice Hockey (ALIH). Für die Mannschaft den japanischen Ligateilnehmer erzielte der Kanadier in 36 Spielen elf Tore und gab 32 weitere Vorlagen. Im Jahr 2011 gewann er mit dem Team die Meisterschaft der ALIH. In Folge des Erfolgs wechselte Farynuk für die Spielzeit 2011/12 zu Ritten Sport in die italienische Serie A1. Er verließ den italienischen Klub jedoch bereits nach der Saison wieder und kehrte zu den Tōhoku Free Blades in die ALIH zurück, für den er weitere drei Jahre spielte. Dabei gewann er in den Jahren 2013 und 2015 abermals die Meisterschaft. Im Sommer 2015 beendete 33-Jährige schließlich seine aktive Karriere.

## Erfolge und Auszeichnungen
| - 2002 BCHL Interior Conference Best Defenseman - 2004 ECAC All-Academic Team - 2005 ECAC All-Academic Team - 2006 ECAC All-Academic Team - 2008 Teilnahme am ECHL All-Star Game - 2009 Kelly-Cup-Gewinn mit den South Carolina Stingrays | - 2010 ALIH Best Offensive Defenseman - 2011 Meister der Asia League Ice Hockey mit den Tōhoku Free Blades - 2013 Meister der Asia League Ice Hockey mit den Tōhoku Free Blades - 2013 ALIH First All-Star Team - 2015 Meister der Asia League Ice Hockey mit den Tōhoku Free Blades - 2015 ALIH First All-Star Team |

## Karrierestatistik
(Legende zur Spielerstatistik: Sp oder GP = absolvierte Spiele; T oder G = erzielte Tore; V oder A = erzielte Assists; Pkt oder Pts = erzielte Scorerpunkte; SM oder PIM = erhaltene Strafminuten; +/− = Plus/Minus-Bilanz; PP = erzielte Überzahltore; SH = erzielte Unterzahltore; GW = erzielte Siegtore; 1 Play-downs/Relegation; Kursiv: Statistik nicht vollständig)